# Guzów (powiat szydłowiecki)
Guzów – wieś w Polsce położona w województwie mazowieckim, w powiecie szydłowieckim, w gminie Orońsko. Ma status sołectwa.
| SIMC    | Nazwa         | Rodzaj     |
| ------- | ------------- | ---------- |
| 0630445 | Wola Guzowska | przysiółek |

Prywatna wieś szlachecka, położona była w drugiej połowie XVI wieku w powiecie radomskim województwa sandomierskiego. W latach 1975–1998 miejscowość należała administracyjnie do województwa radomskiego.
Wieś w latach 1510-1515 była własnością Mikołaja Dzika herbu Doliwa. W lipcu 1607 roku miała tu miejsce bitwa, w której starły się siły rokoszan z wojskami królewskimi.
Wierni Kościoła rzymskokatolickiego należą do parafii Wniebowzięcia Najświętszej Maryi Panny w Orońsku.